# Châtel-sur-Moselle
Châtel-sur-Moselle település Franciaországban, Vosges megyében. Lakosainak száma 1726 fő (2022. január 1.). Châtel-sur-Moselle Moriville, Portieux, Hadigny-les-Verrières, Zincourt, Vaxoncourt és Nomexy községekkel határos.

## Népesség
A település népességének változása:
| Lakosok száma | 1680 | 1706 | 1754 | 1702 | 1699 | 1708 | 1718 | 1727 | 1726 |
|               | 2013 | 2015 | 2016 | 2017 | 2018 | 2019 | 2020 | 2021 | 2022 |